# Triunfo del Nombre de Jesús
El Triunfo del Nombre de Jesús es un fresco que fue realizado entre 1672 y 1679 por Giovan Battista Gaulli para decorar la bóveda de la nave de la Iglesia del Gesù en Roma. 

### La Compañía de Jesús
La orden de los jesuitas fue fundada por san Ignacio de Loyola y aprobada por el papa Pablo III en 1540.
En su juventud san Ignacio de Loyola era soldado y resultó gravemente herido en combate en la Batalla de Pamplona en mayo de 1521. Este hecho sería determinante en su vida, ya que la lectura durante su convalecencia de libros religiosos lo llevó a profundizar en la fe católica y a la imitación de los santos.  La Compañía de Jesús se convirtió en misioneros itinerantes que predicaban y administraban los sacramentos por todo el mundo, aunque el centro de la orden siempre estuvo en Roma donde se construyó la Iglesia del Gesù, cuya construcción inició en 1551.

### La participación de Bernini
Gian Lorenzo Bernini recomendó a Giovanni Battista Gaulli (Baciccio) como pintor de los frescos de la cúpula de la iglesia del Gesù. Además, Bernini también inspiró algunas de las representaciones,  sin la influencia de la ilusión generada por la fusión de arquitectura y escultura que caracteriza las obras de Bernini, es posible afirmar que el resultado de Gaulli habría sido notablemente distinto. La visión del cielo celestial sobre la bóveda subraya el papel de la Iglesia como intermediaria entre el mundo mortal y la salvación eterna. Además, Baciccio confirió a la escena una profunda teatralidad, similar a la que aparece en la Capilla Cornaro.

## Descripción

### Temática
El tema del fresco es la Adoración del Santísimo Nombre de Jesús, basado en la Carta de San Pablo a los Filipenses:

"se humilló hasta aceptar por obediencia la muerte y muerte de cruz. Por eso, Dios lo exaltó y le dio el Nombre que está sobre todo nombre, para que al nombre de Jesús, se doble toda rodilla en el cielo, en la tierra y en los abismos, y toda lengua proclame para gloria de Dios Padre: «Jesucristo es el Señor»".
Fil 2, 6-11

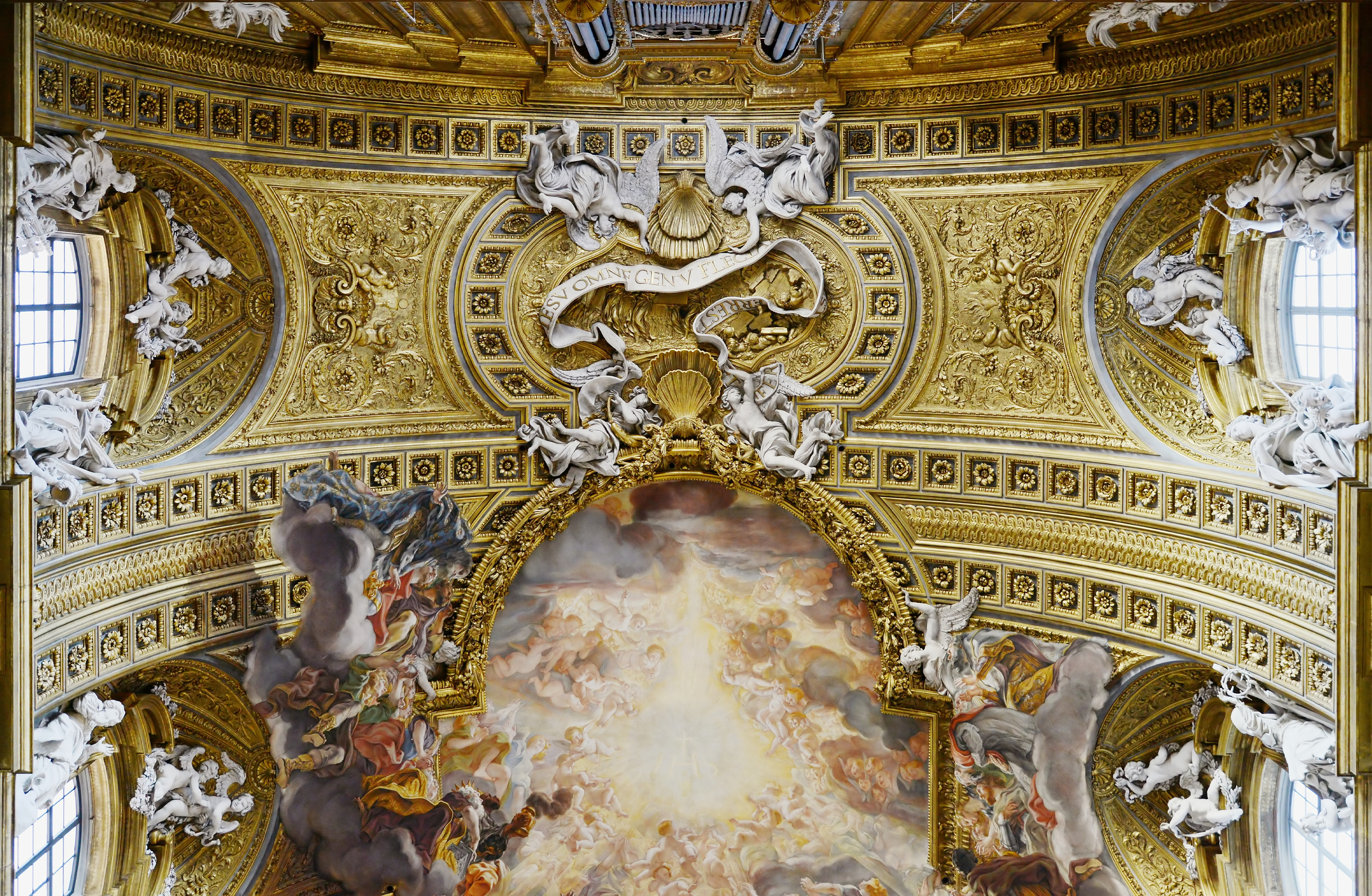
Detalle con los ángeles que portan una cinta con la inscripción de la Carta de los Filipenses 2

Fuera del marco arquitectónico hay una cinta sostenida por ángeles, en la que se inscribe algunas frases que dijo san Ignacio de Loyola, esta cinta, pueden considerarse como una premisa natural al fresco, centrando la atención en la difusión de la fe.  Los jesuitas querían realzar la experiencia religiosa, con una paz emocional, casi meditativa.  En la construcción de la iglesia del Gesû buscaban como prioridad mejorar la experiencia de la misa, por lo que se decidió construir una nave única y una cúpula en el punto de intersección entre la nave y el crucero.  Gracias a esto,  el alto techo abovedado mejoraba la sonoridad de los sermones. 

### Análisis
Una de las innovaciones más destacadas de Gaulli en esta bóveda consiste en la sorprendente ruptura del marco tridimensional. El efecto logrado crea la sensación real de que las figuras del Paraíso están flotando directamente sobre las cabezas de los espectadores.  La profundidad escenográfica lograda en el fresco se expande más allá de los límites físicos del techo, gracias a las figuras de los beatos que son atraídas hacia un cielo infinito. Gaulli optó por añadir un resaltado marco de estuco alrededor de la pintura, destacando así la división ilusoria entre el espacio "interno" y "externo" al mismo tiempo.  Cuando el espectador contempla el fresco, resulta casi imposible distinguir entre la pintura y las decoraciones de estuco, lo cual agrega un efecto ilusorio adicional a la escena, haciendo que sea aún más creíble la presencia de almas ascendentes y descendentes justo frente al observador.

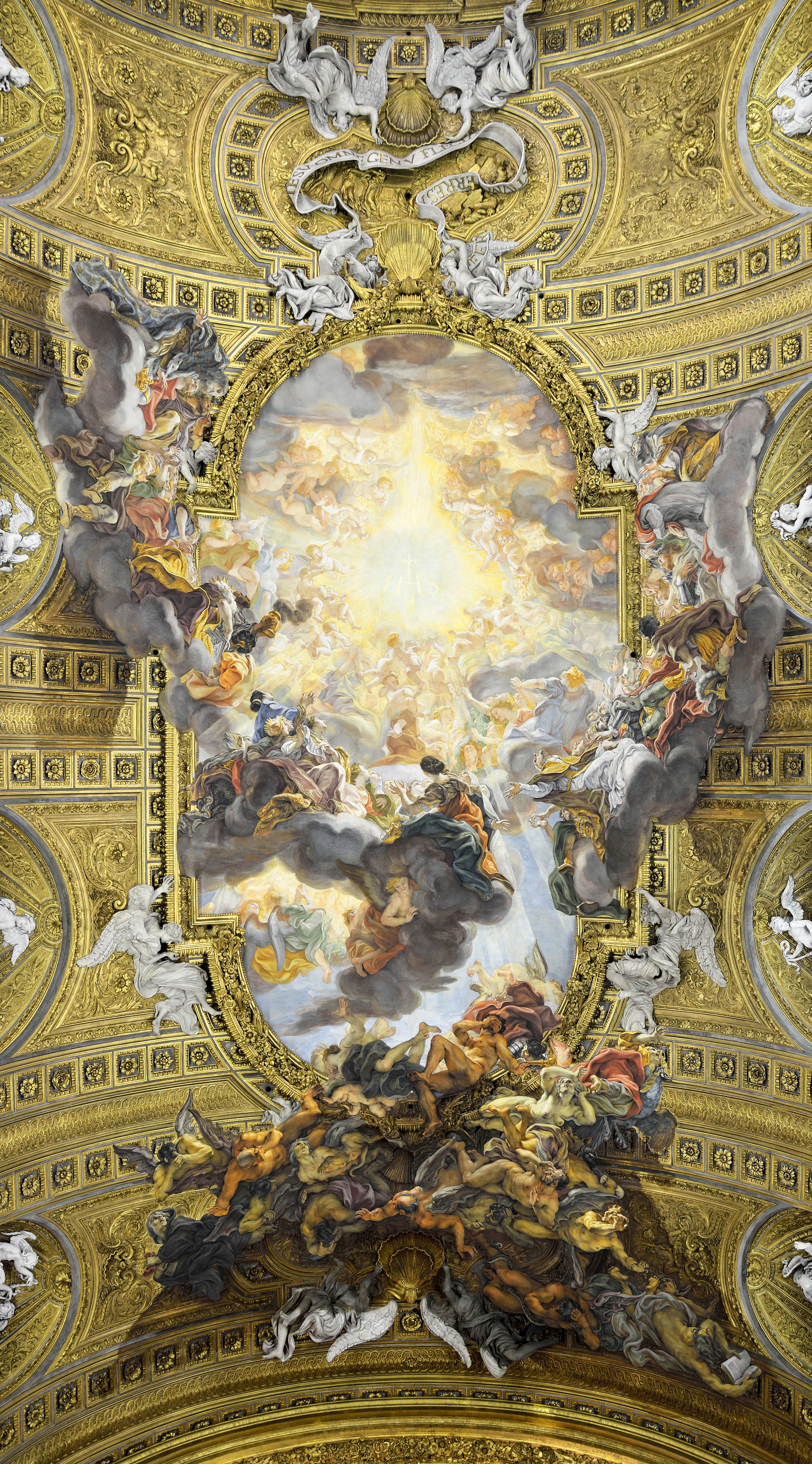
El triunfo del nombre de Jesús. Iglesia de los Jesuitas

El fresco se distingue por su minucioso detalle. Gaulli consideró el punto de vista de los fieles y representó a los bienaventurados de manera extremadamente simplificada para engañar la percepción de los espectadores.  Este truco los atrae y facilita que sus miradas se concentren en las distintas representaciones de los ángeles ascendentes; además, el tamaño les confiere una sensación de espiritualidad.  En la cúspide de la luz celeste se encuentra el monograma "IHS ", tan iluminado que casi es ilegible.  Ésta es la única aparición de Jesús en todo el fresco, Gaulli optó por interpretar literalmente el concepto de Cristo como luz del mundo, por lo que eligió representar a Cristo únicamente mediante sus iniciales y su resplandor divino.
El uso de las sombras es otro aspecto al que Baciccio presta especial atención. Los condenados rompen la frontera delimitada por el marco, y parece que caen dentro de la iglesia. Mientras la divina luz dorada inunda a los bienaventurados, las oscuras nubes bloquean la luz a los condenados, indicando que éstos últimos están destinados a una condena eterna.  Hay una clara diferencia entre la concepción de los ángeles y la de los condenados: los ángeles de Gaulli son criaturas perfectas, cada una de ellas "besada" por una luz dorada. Mientras tanto, los malditos caen del Paraíso con expresión de dolor, algunos gritan, otros avergonzados miran hacia otro lado, mientras sus cuerpos son arrojados a las sombras y se van transformando lentamente. Entre los condenados, algunos experimentan un envejecimiento drástico y otros transforman su apariencia hasta adquirir rasgos monstruosos. La desnudez que los caracteriza es considerada algo deplorable.

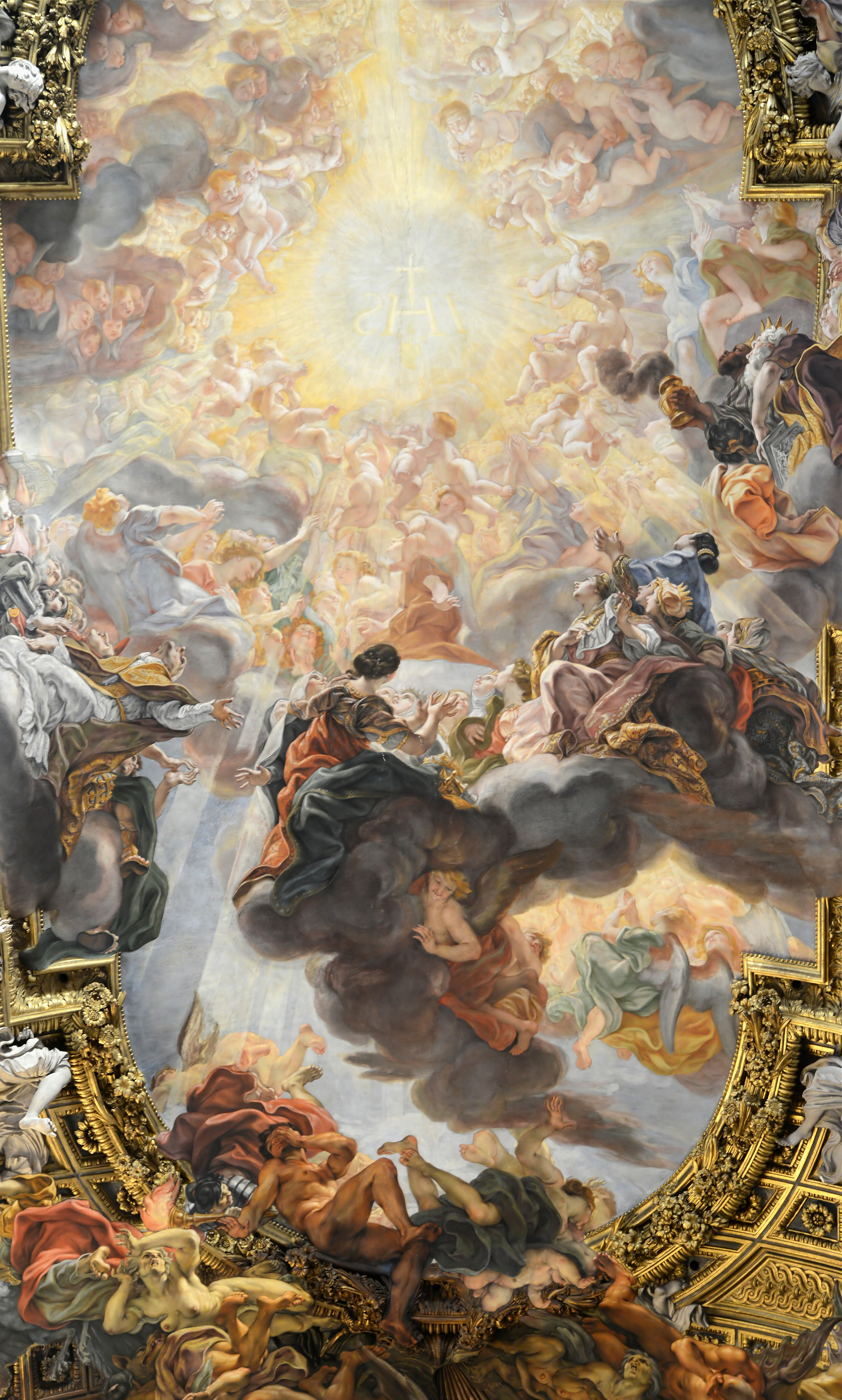
Detalle del fresco del Triunfo del Nombre de Jesús

#### Subdivisión de la escena
El fresco se puede dividir en tres partes. En primer lugar está la luz celestial y las iniciales de Cristo en el centro; luego el arco de nubes que separa a los bienaventurados de los condenados; y finalmente las figuras de los condenados que emergen de la escena.  Los bienaventurados que descansan sobre las nubes dan la impresión de que aún no han ascendido a la gloria celestial y todavía están en la iglesia. Todos exhiben rasgos humanos, brindando esperanza a los fieles al no percibir la salvación como algo inalcanzable o antinatural.  Los condenados contrastan notablemente con su apariencia corrompida: entre ellos, de hecho, se encuentran algunos representados con alas, garras y cuernos, mientras que otros están en proceso de metamorfosis hacia criaturas caninas. Sus rostros muestran tormento y no todos pueden soportar el resplandor de la luz divina, de la cual se protegen. 

## Influencia
Gaulli modificó el "Triunfo del Nombre de Jesús" para que se extendiese tanto hacia abajo, llegando así a los espectadores, como hacia arriba, ascendiendo hacia el cielo paradisíaco. Contó con la colaboración de su amigo Gian Lorenzo Bernini que influyó e inspiró  una de las obras más impresionantes creadas por Baciccio. La complejidad del resultado obtenido por Gaulli convierte sin duda al fresco en un ejemplo notable de la primera etapa del Barroco . 

## Galería de Imágenes

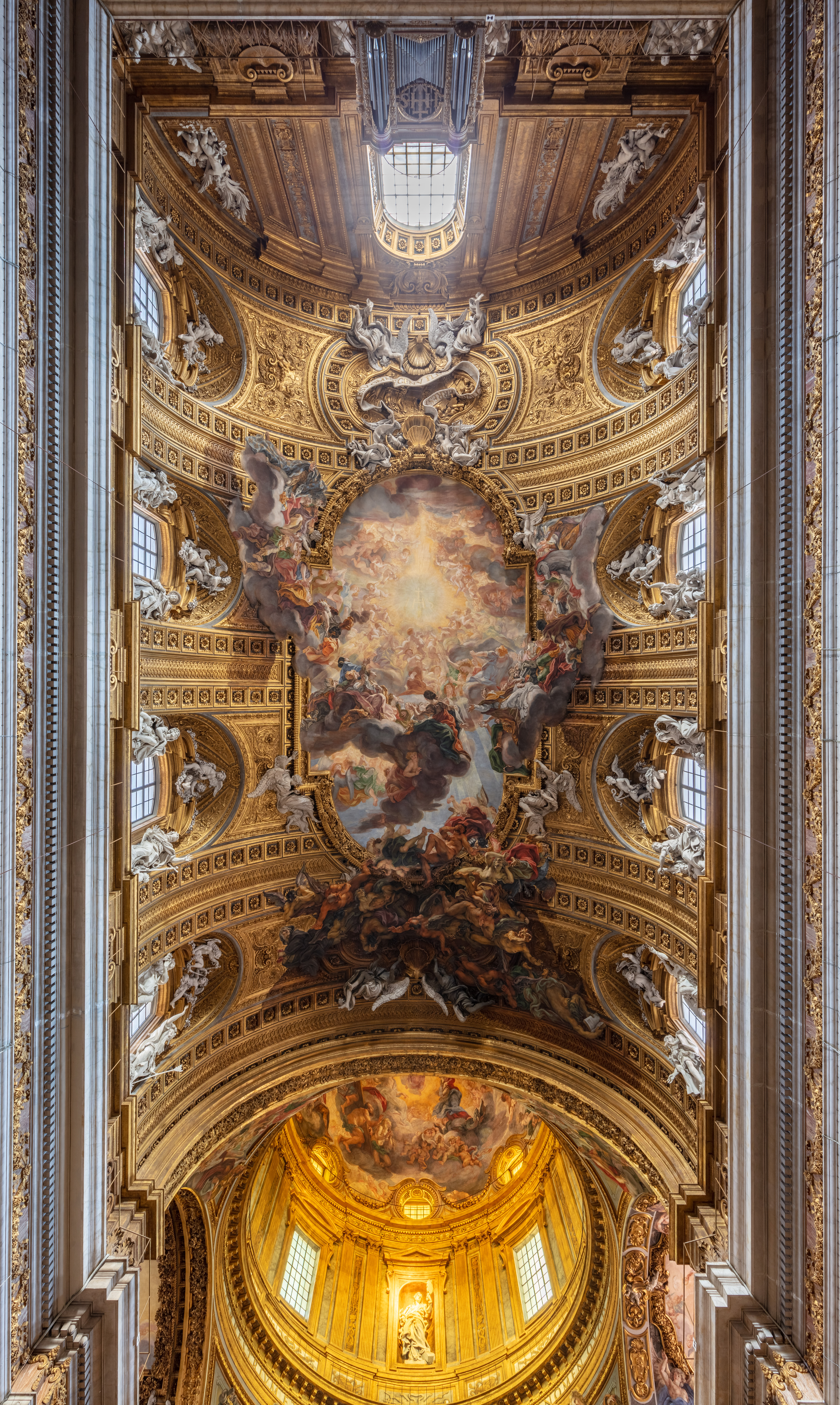
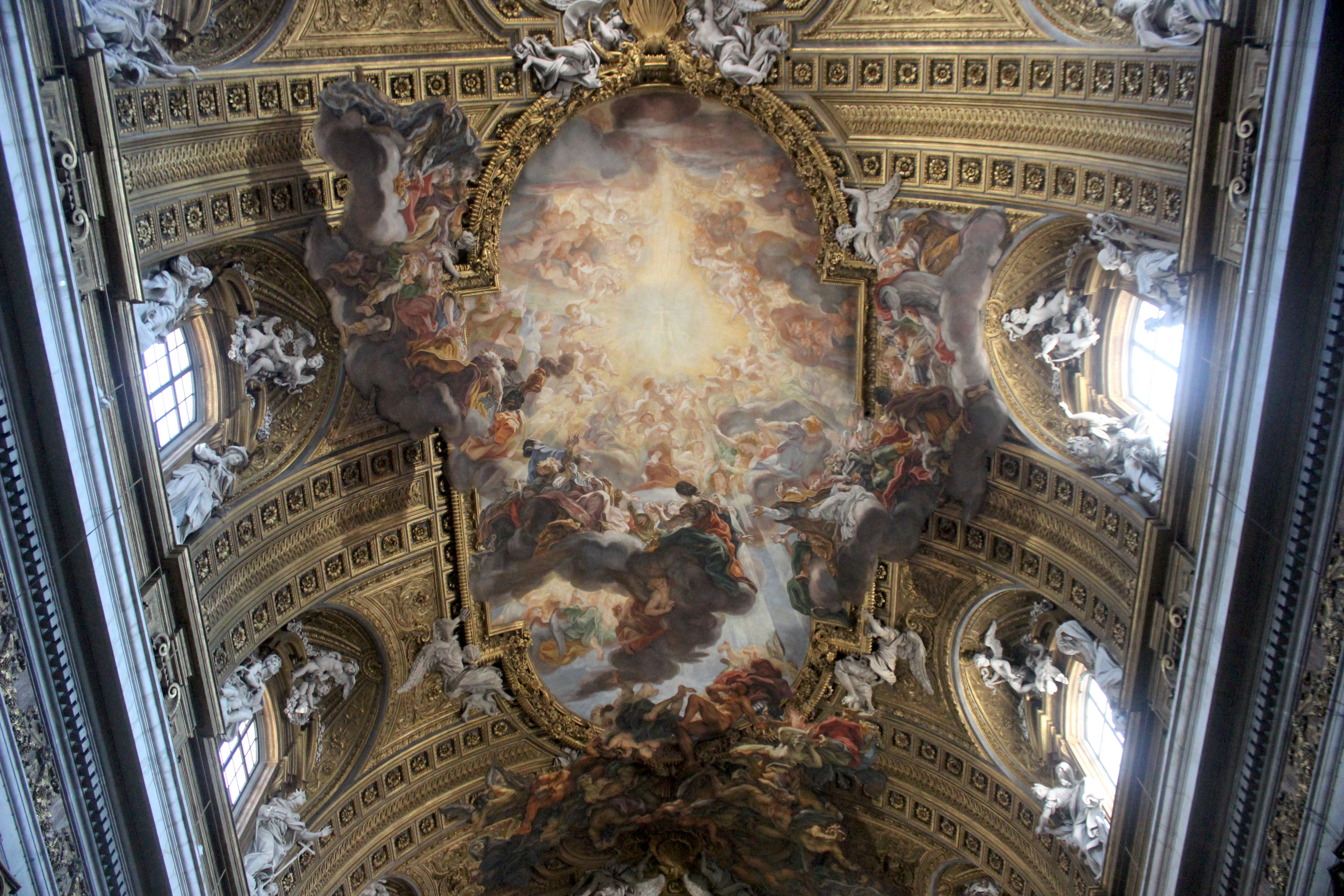
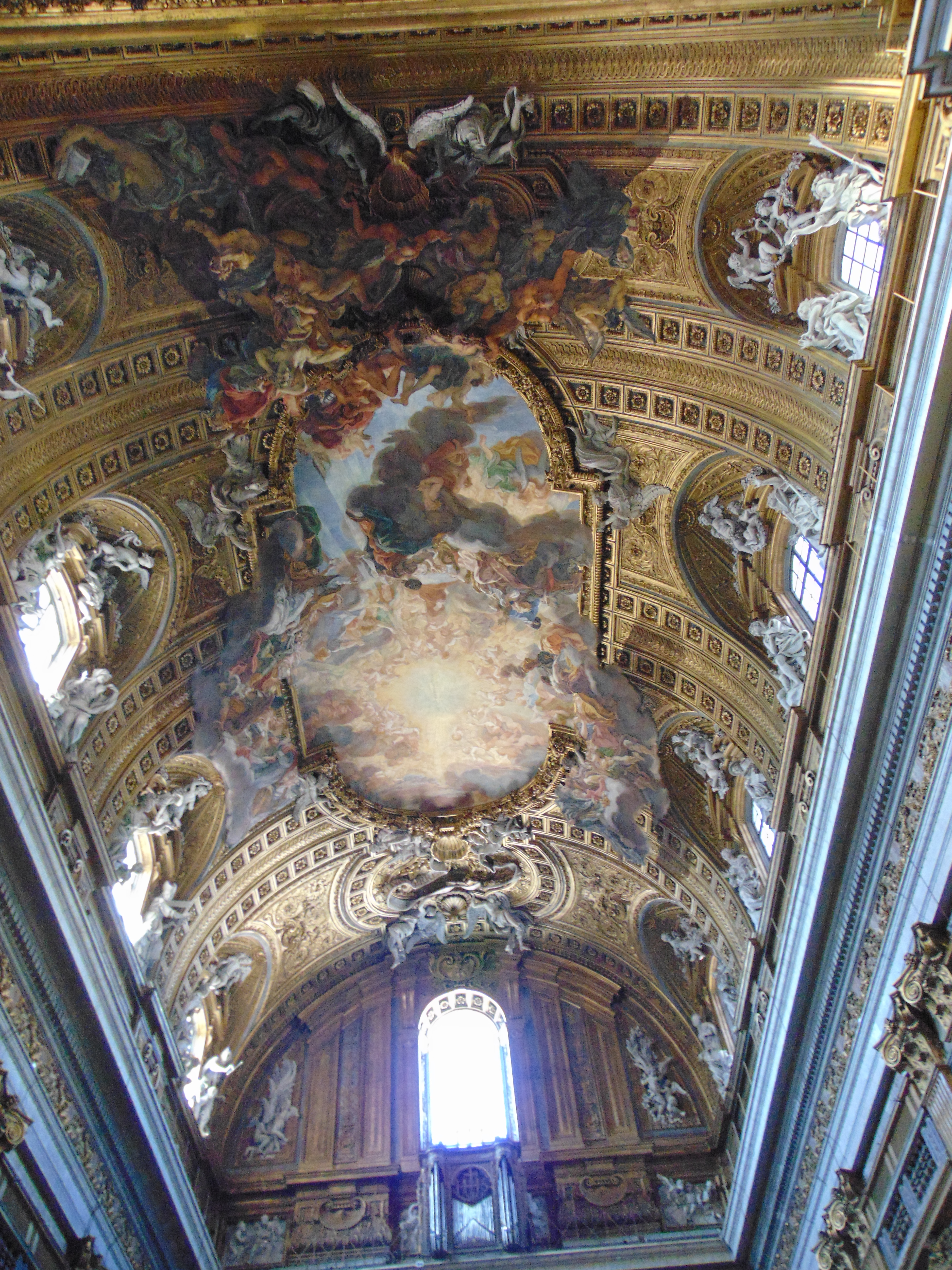
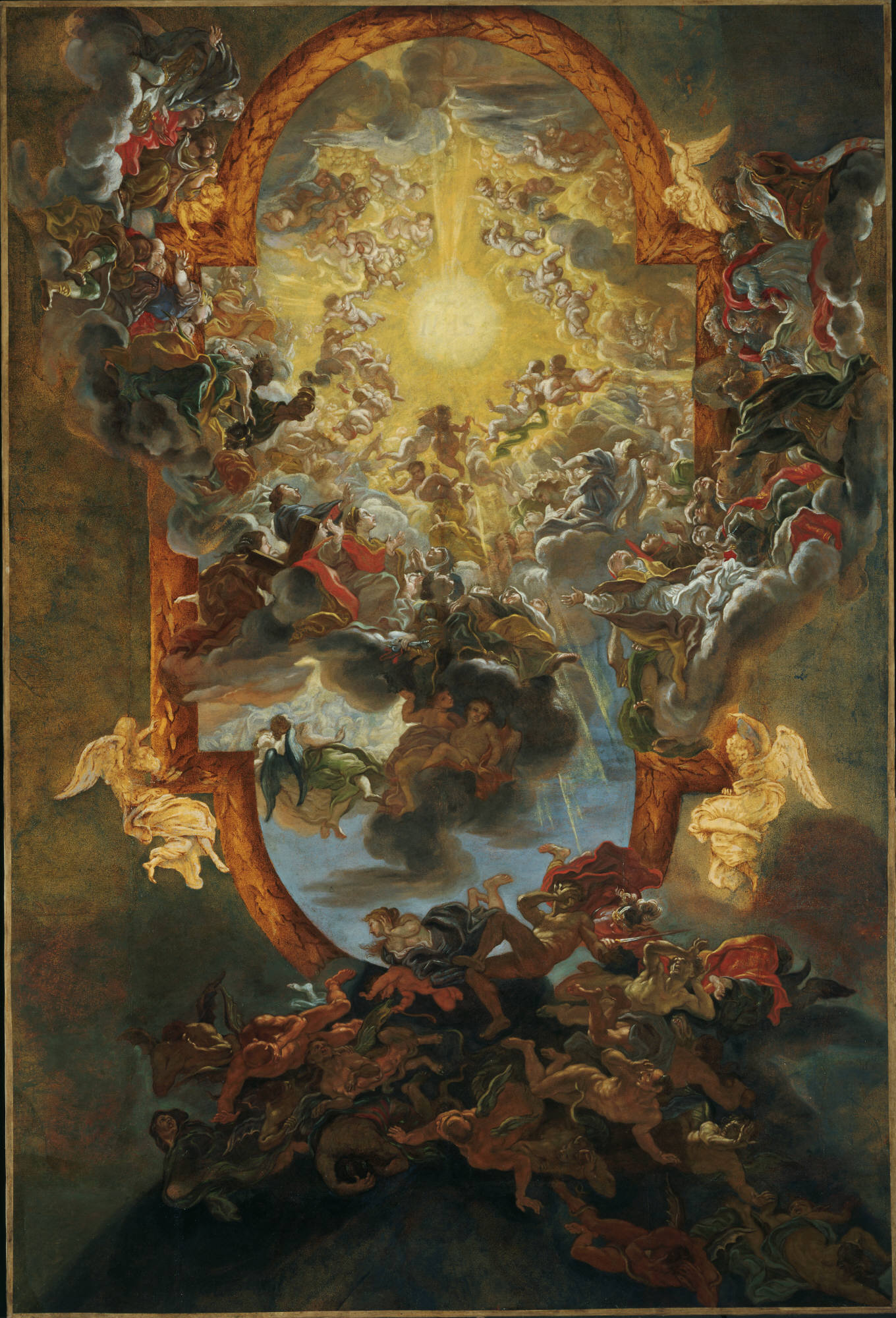
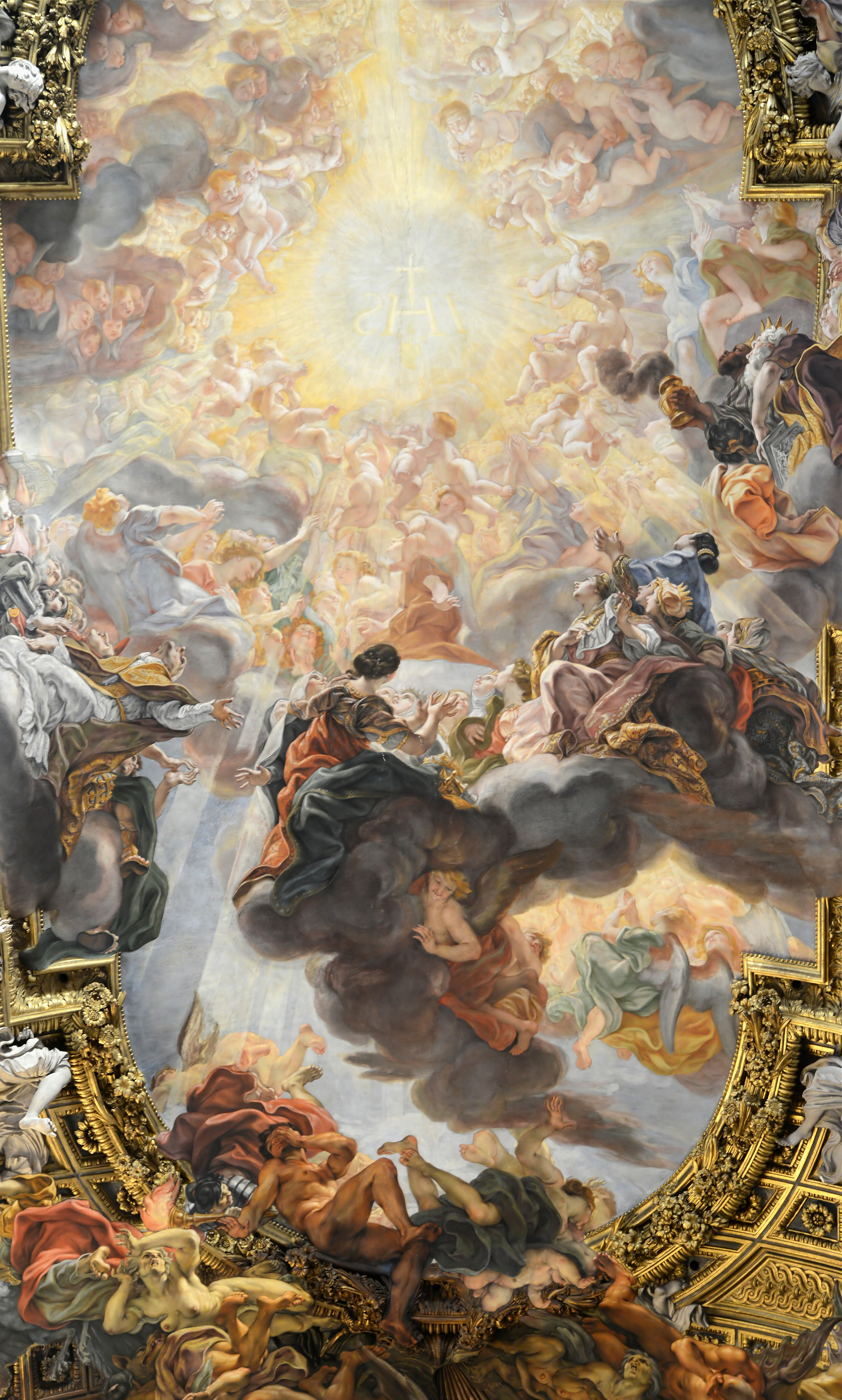
Detalle del fresco del Triunfo de Jesús con Santas Mujeres
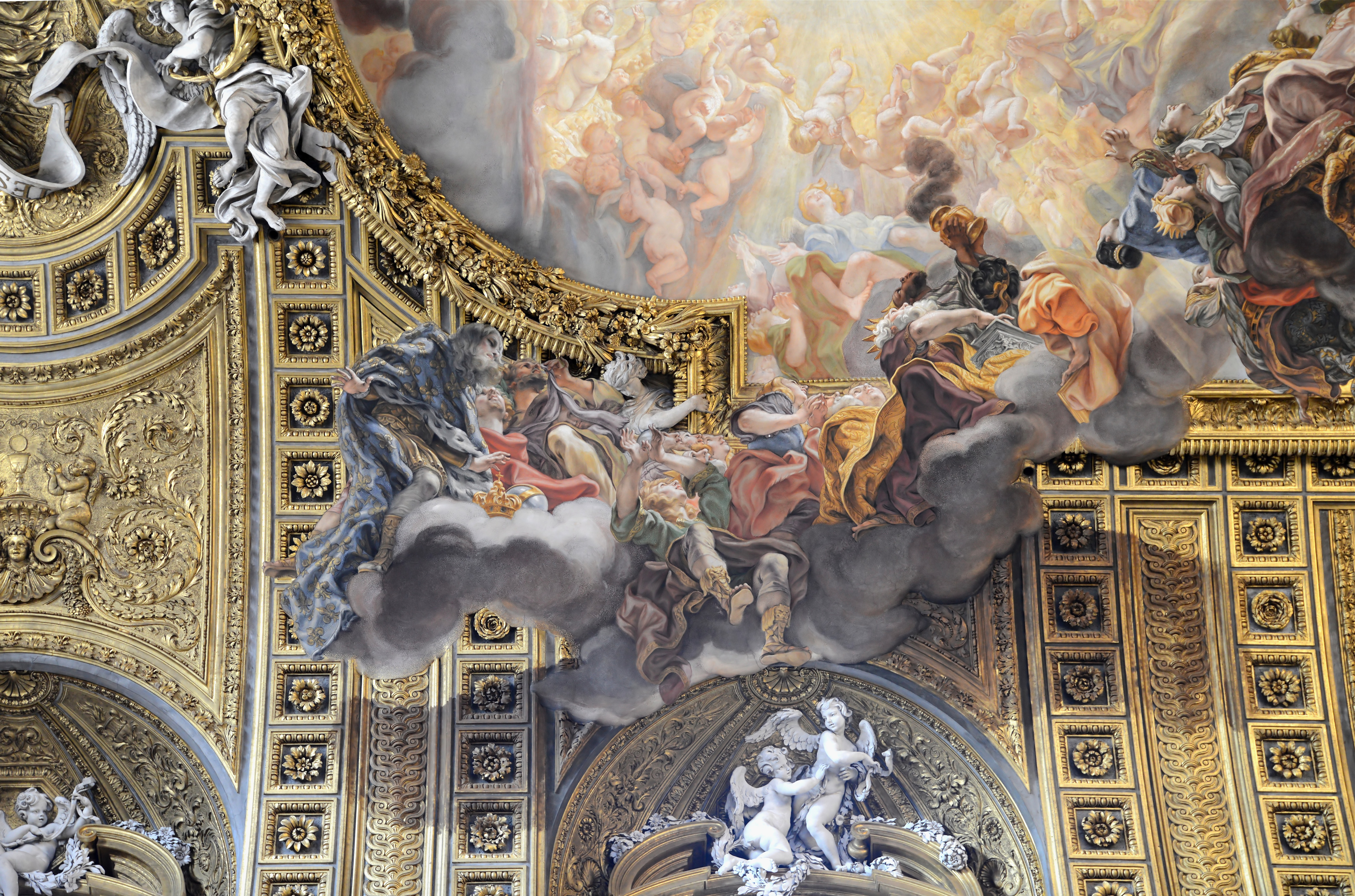
Detalle de la bóveda con santos y reyes
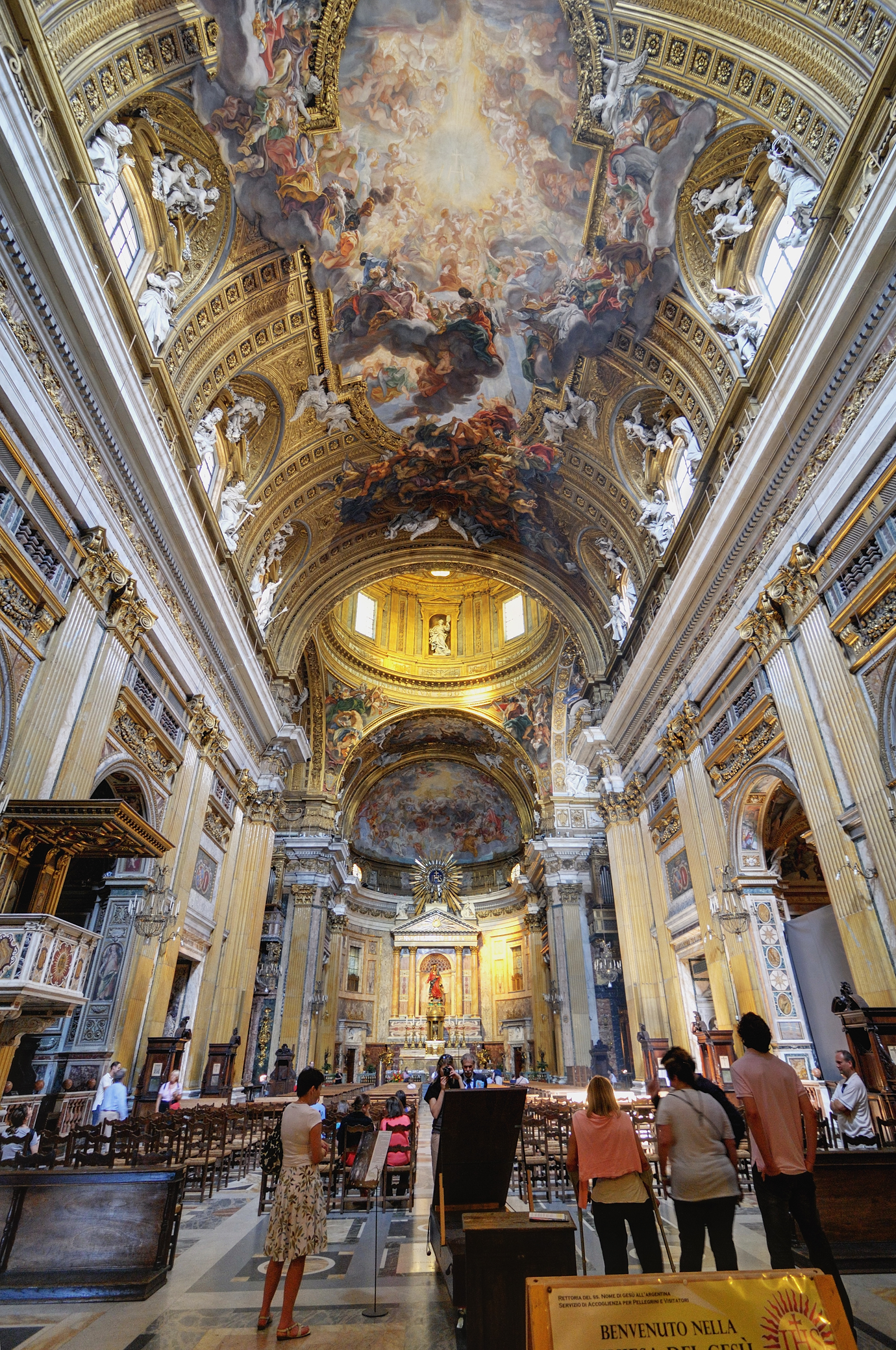
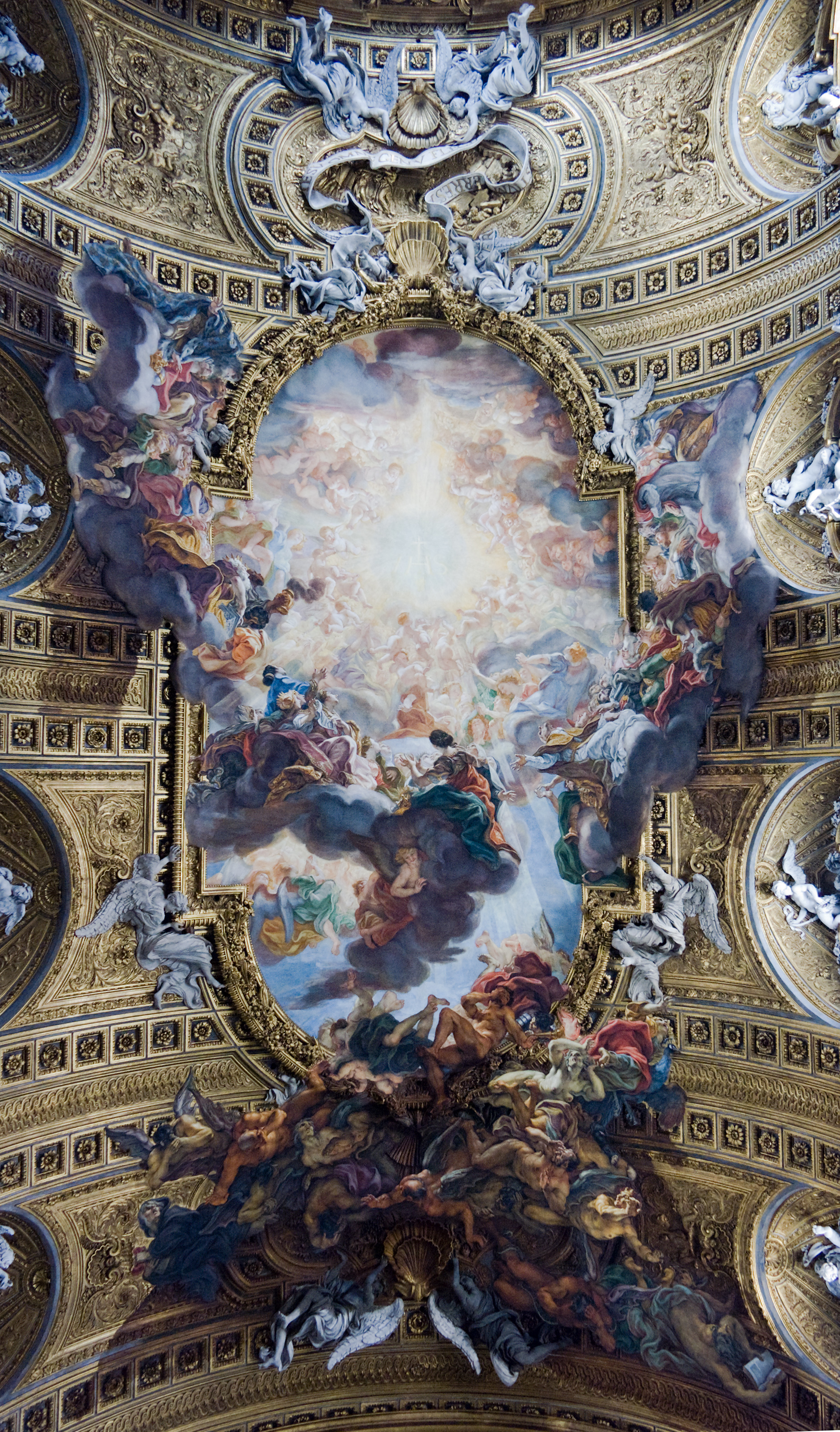
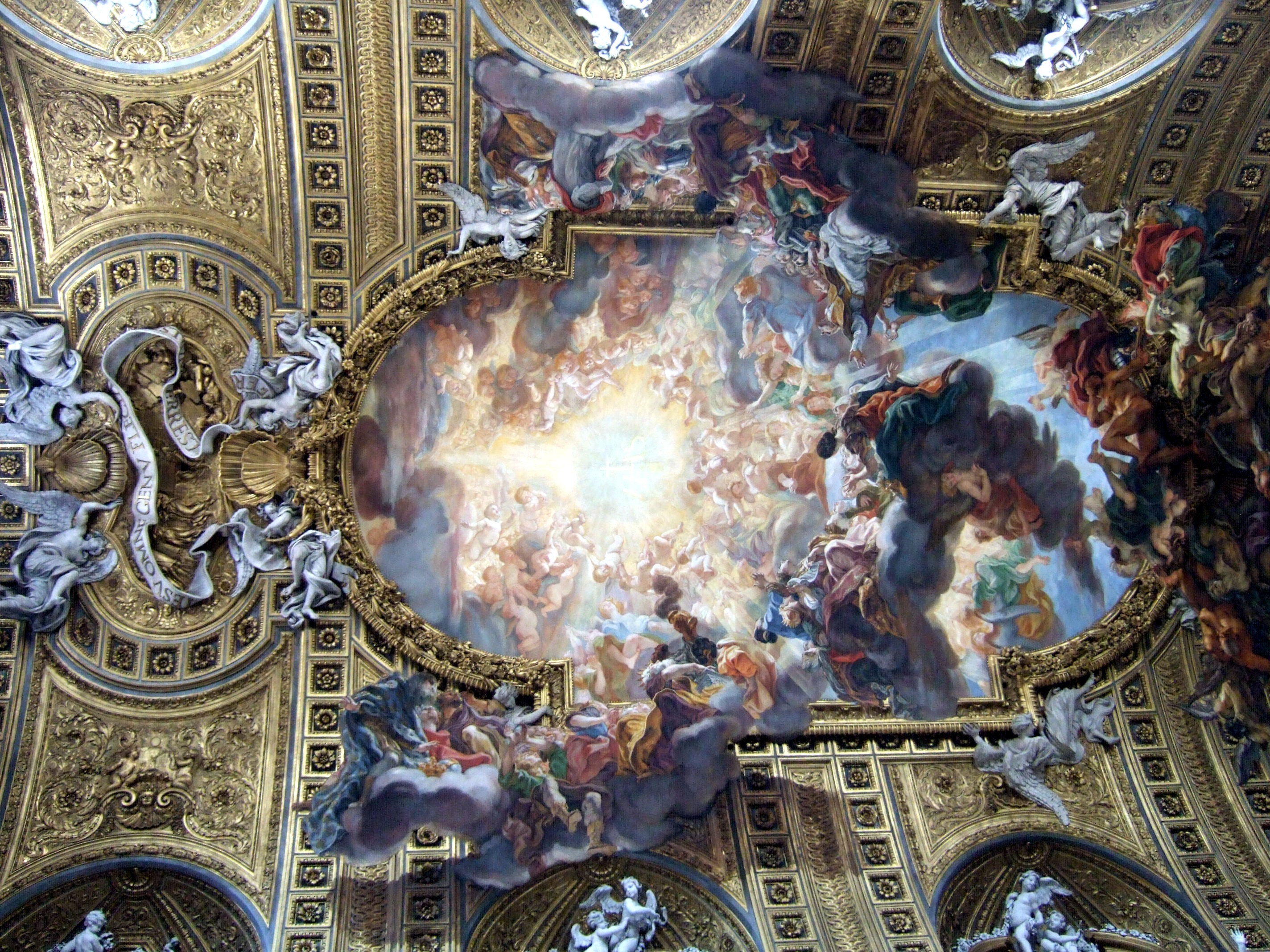
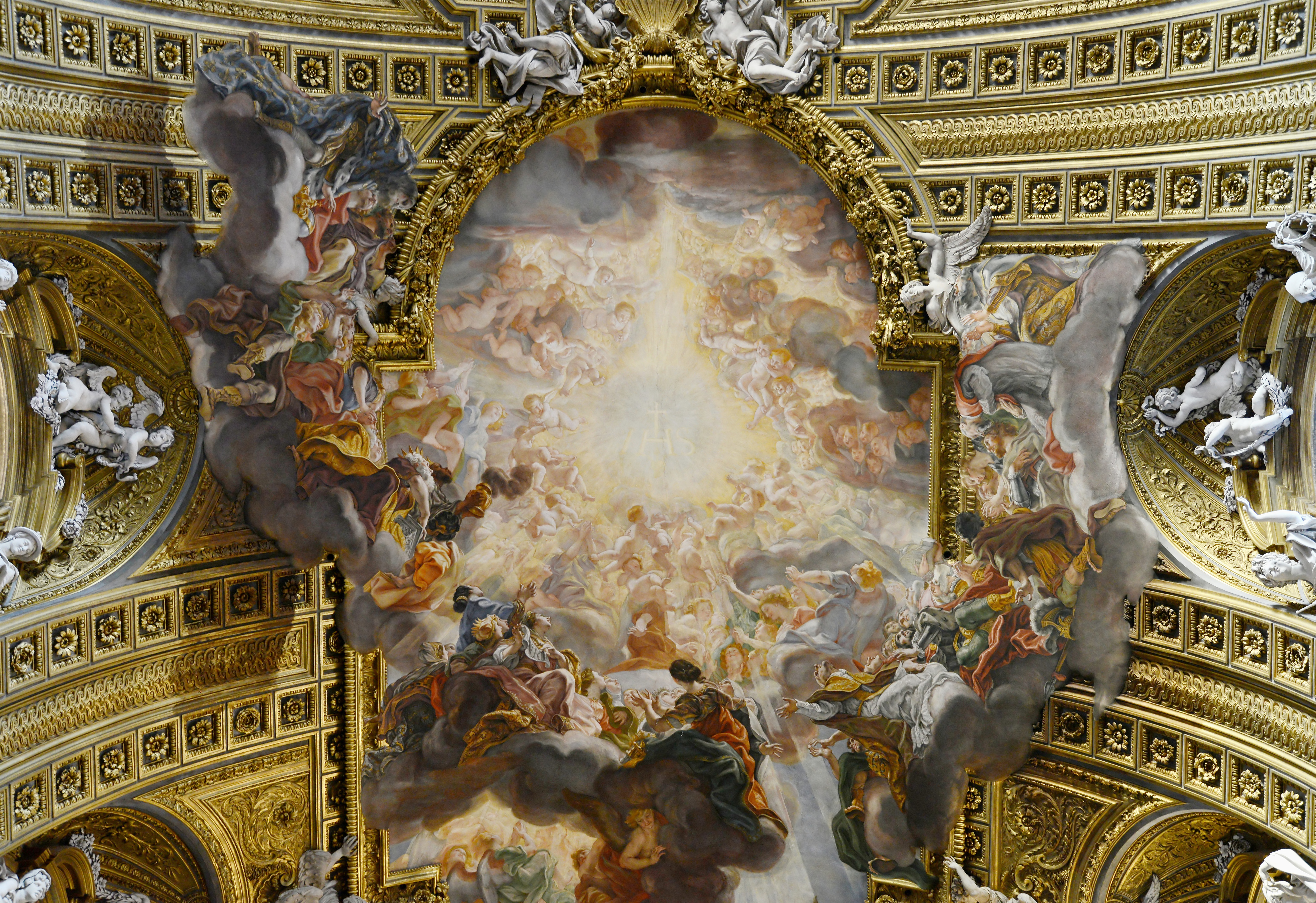
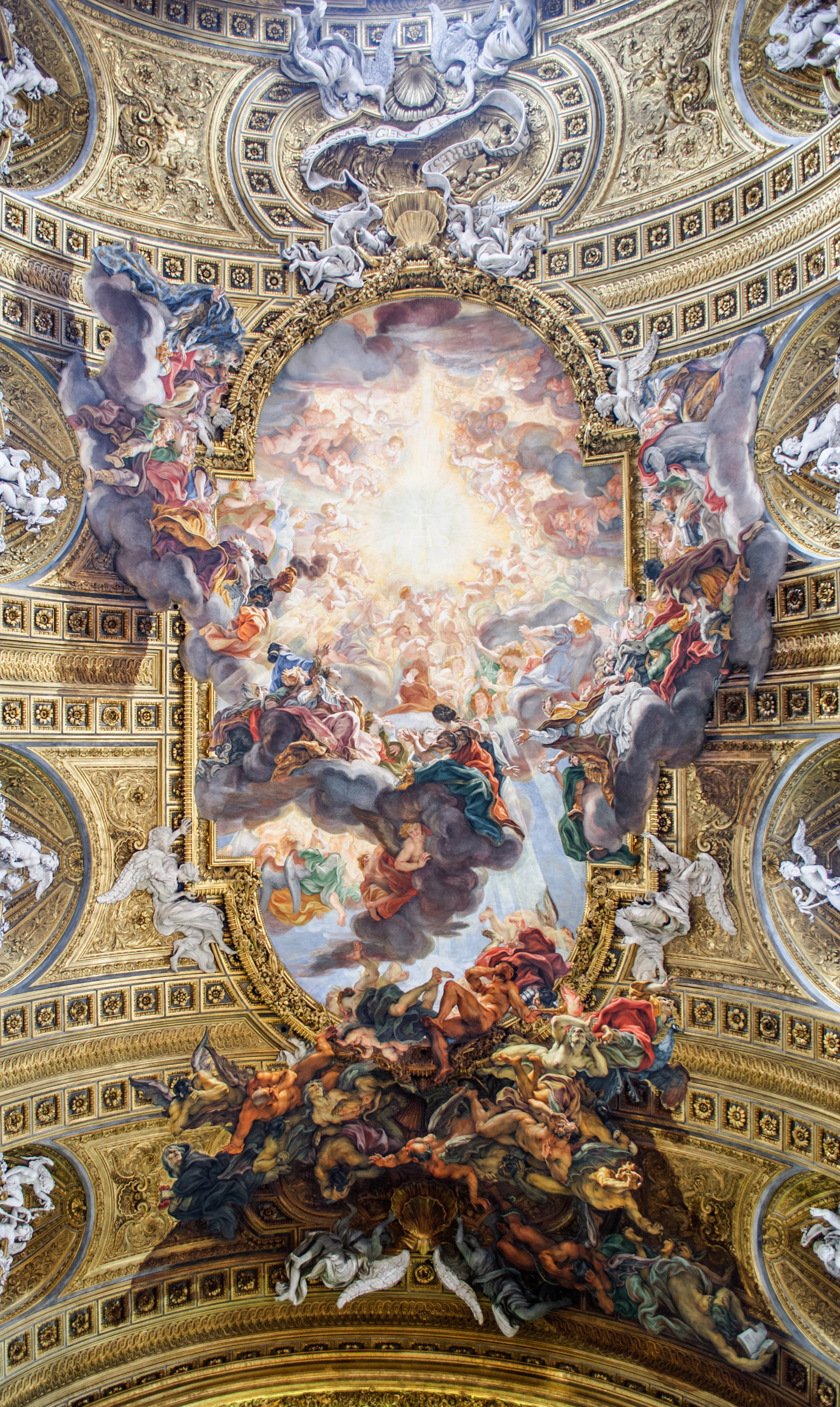
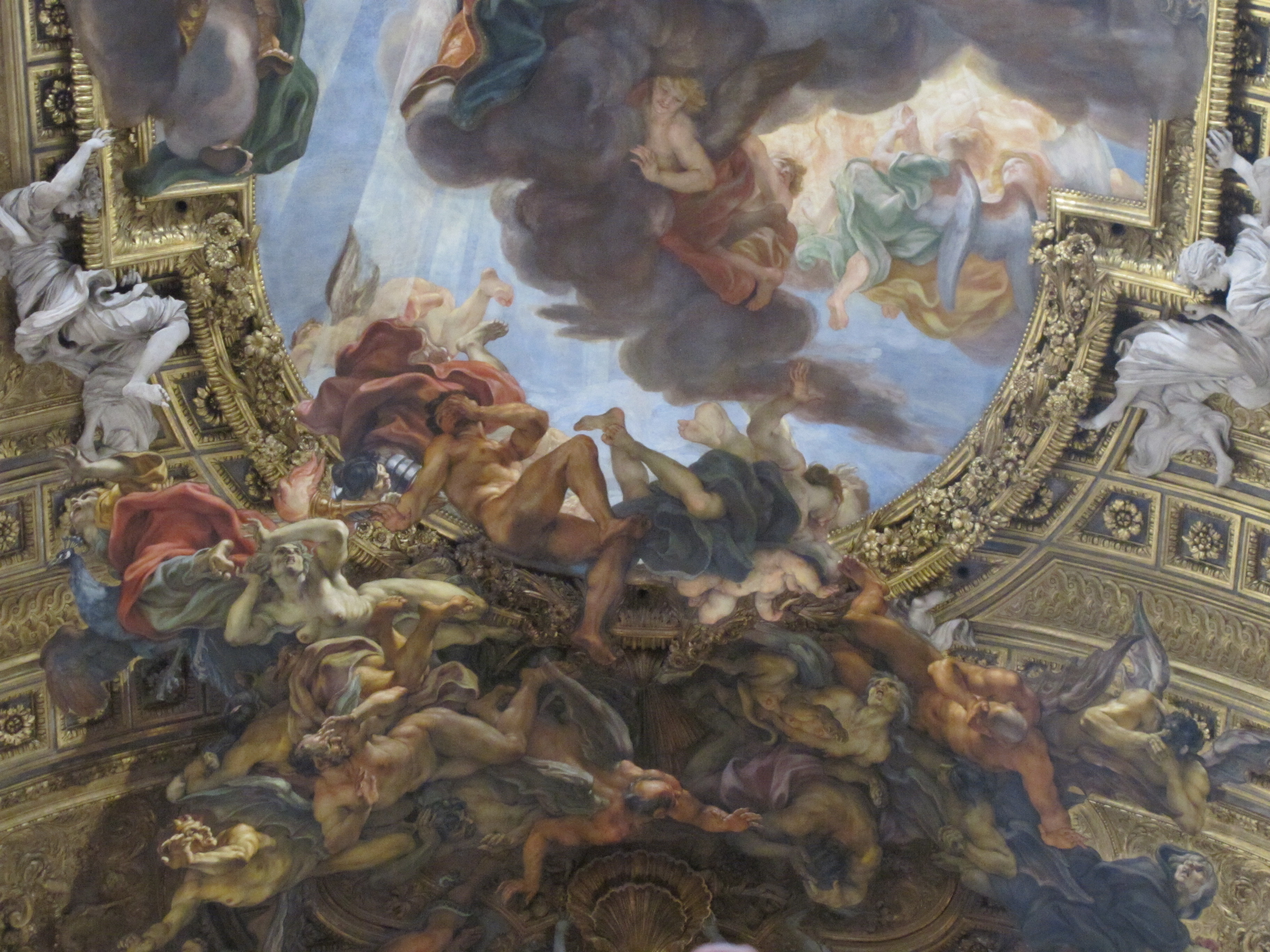
Detalle de los ángeles caídos
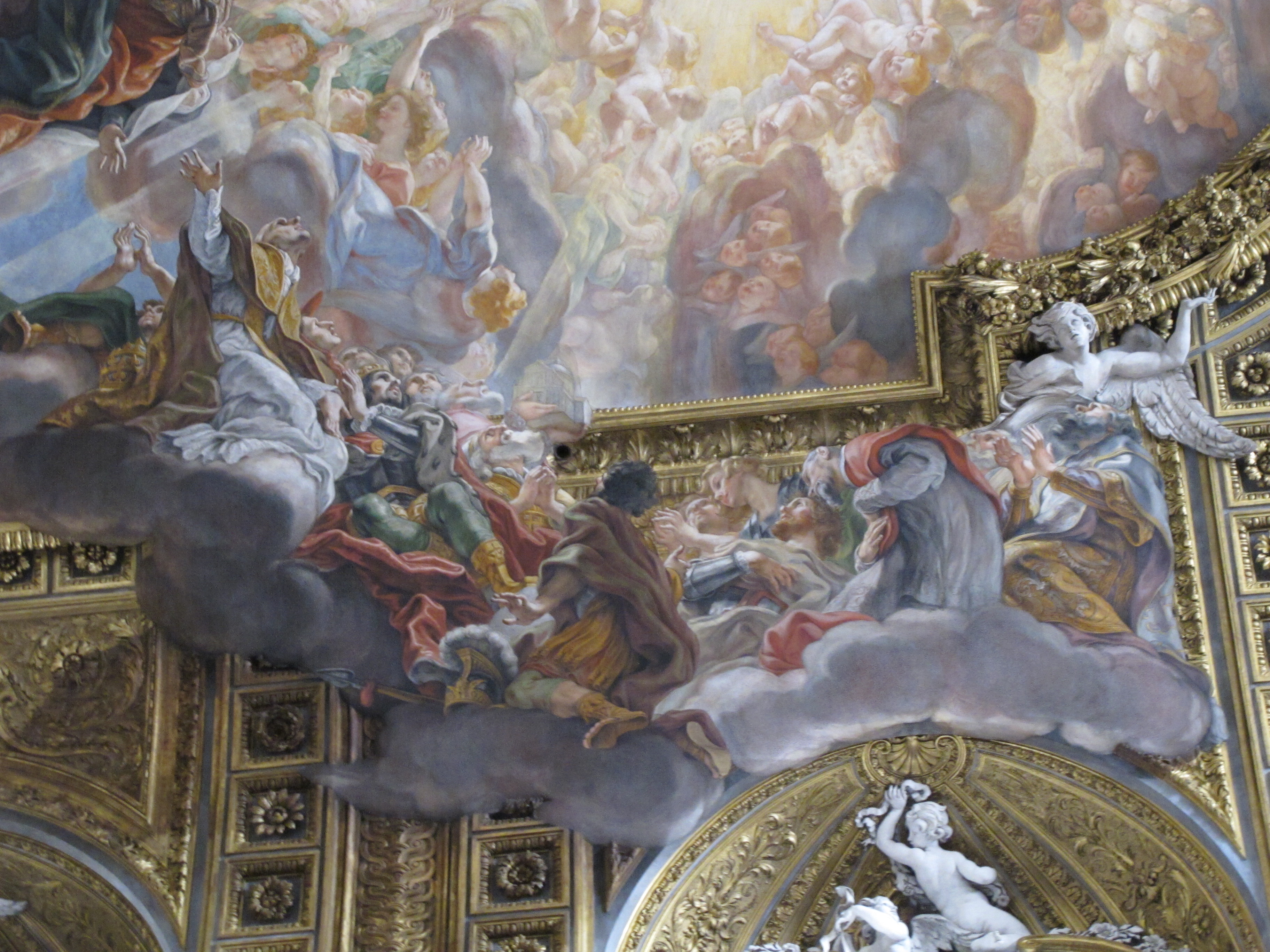
Figuras en la bóveda
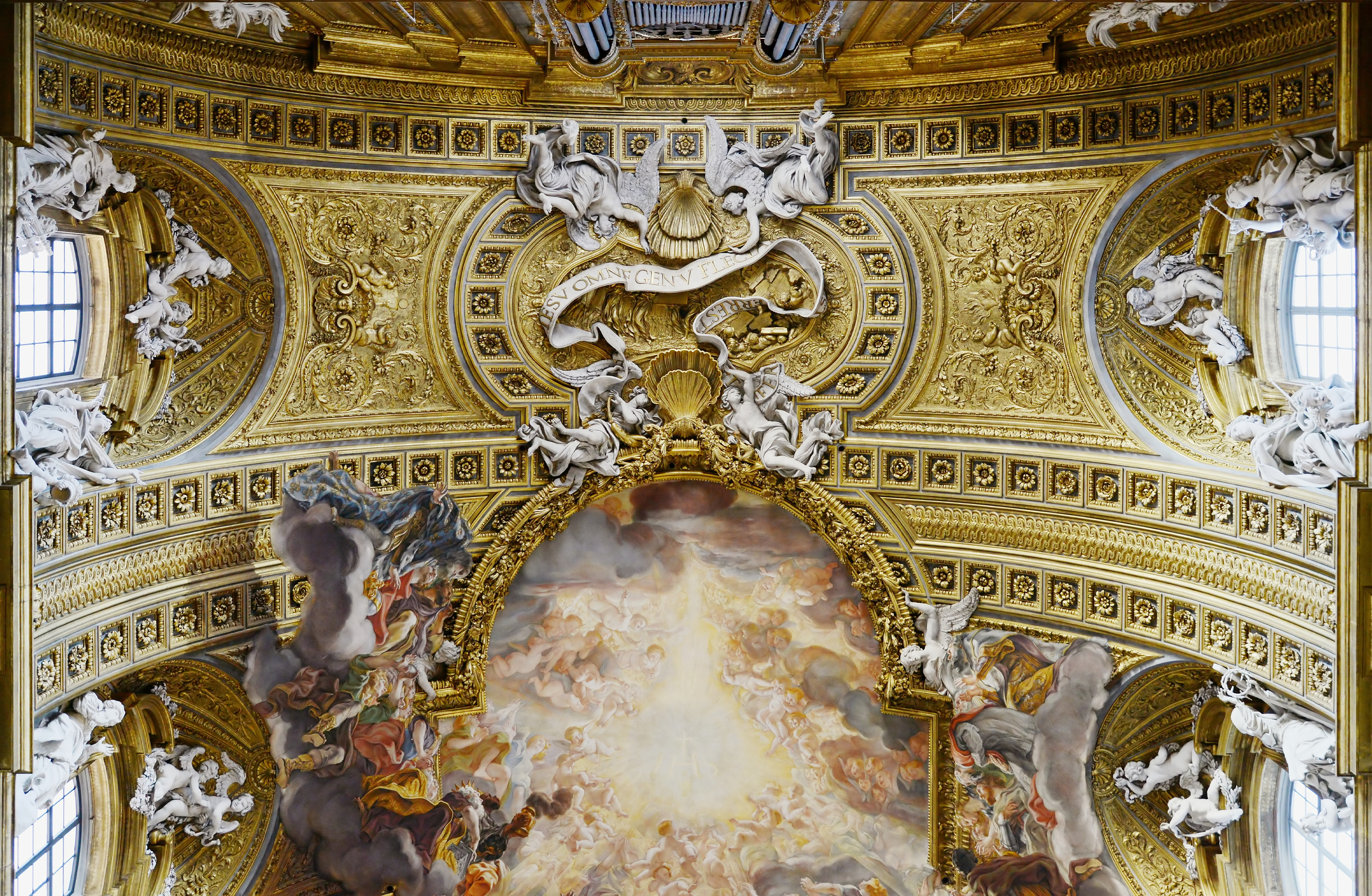
Inscripción